# Дионисодор из Фив
Дионисодор (др.-греч. Διονυσόδωρος) — фиванский посол к персидскому царю Дарию III. Чемпион Олимпийских игр.
Единственное упоминание Дионисодора содержится у Арриана. В 333 году до н. э. после поражения персов при Иссе Дионисодор вместе с другими послами из греческих полисов — Ификратом из Афин, спартанцем Эвфиклом, а также фиванцем Фессалиском — попал в плен к македонянам. Арриан писал, что Александр Македонский отпустил Дионисодора в знак уважения к его статусу олимпионика — победителя в Олимпийских играх. Современные историки отмечают, что Арриан упомянул о статусе олимпионика Дионисодора, однако не указал вид спорта, в котором он выиграл. Также македонский царь, согласно античным историкам, щадил фиванцев на службе у персов. По мнению Александра, разрушив Фивы и заставив его жителей бежать из города, он дал им моральное право присоединиться к персам. Службу персидскому царю обычных греков он воспринимал в качестве предательства национальной идеи.